# Раев, Михаил Григорьевич
Михаи́л Григо́рьевич Ра́ев (Ра́ев-Ками́нский)) (настоящее имя Каминский Яков Семёнович) (2 января 1894, Чигирин Киевской губернии — 4 марта 1939) — Депутат Верховного Совета СССР 1 созыва. Нарком внутренних дел Азербайджанской ССР, входивший в состав особых троек НКВД СССР.

## Биография
Родился в семье мелкого подрядчика. По национальности еврей. Подростком работал в кожевенном магазине в Луганске. В 1908—1909 годах чернорабочий на заводе Гартмана, Луганск. 1909—1911 конторщик на мельнице, Чигирин. 1911—1912 конторщик в бухгалтерской конторе Гуревича, г. Бахмут 1912—1913 рабочий в огнеупорных карьерах, с. Кондратьевка. 1913—1915 конторщик в конторе Зингера, с. Смелое.
Член ПСР (эсер) 1914—1915. Член партии борьбистов 04.19—03.20. В ВКП(б) с 03.20.
с 1915: рядовой 195 полка член ротного и полкового комитетов 195 полка 1917 ком. полка 1917—01.18.
Боец партизанского отряда, Чигиринский уезд 12.18—1919 на подпольной работе в Киевской губ. 1919—12.19

### Революционная деятельность
член Чигиринского уезд. ревкома и гор. исполкома 12.19.

### ВЧК—ОГПУ—НКВД
- 12.19—1920 — зав. СО Васильковской ЧК, г. Васильков
- 1920 — сотр. Сквирской ЧК, г. Сквира
- 1920 — зав. контрольным отд. Сквирского райкома КП(б)У
- 1920 — начальник заградотряда по борьбе со спекуляцией, г. Черкассы
- 12.20—1921 — начальник КРО Дербентской ЧК
- 1921 — помощник начальника СОЧ Дербентской ЧК
- 1921—1922 — начальник политбюро ЧК Дербентского уезда
- 1922 — помощник начальника СОЧ Дагестанского обл. отд. ГПУ
- 1922—1923 — начальник опер. пункта ГПУ, станции Порт-Петровский
- 1923 — начальник СО Дагестанского обл. отд. ГПУ
- 1923—1924 — помощник начальник СОЧ Дагестанского обл. отд. ГПУ
- 1924 — начальник 1 отд-я Дагестанского обл. отд. ГПУ
- 1924—11.01.26 — врид начальник СОЧ Дагестанского обл. отд. ГПУ
- 11.01.26—13.01.27 — начальник СОЧ Дагестанского обл. отд. ГПУ
- 11.01.26—13.01.27 — заместитель начальника Дагестанского обл. отд. ГПУ
- 13.01.27—26.06.28 — помощник начальника Черноморского окр. отд. ГПУ, начальник СОЧ
- 24.01.27—26.06.28 — помощник начальника 32 Новороссийского погранотряда ОГПУ
- 07.03.27—18.05.27 — врид начальник 32 Новороссийского погранотряда ОГПУ
- 26.06.28—24.04.30 — начальник Кабардино-Балкарского обл. отд. ГПУ
- 06.30—01.10.30 — начальник Владикавказского объединённого отд. ГПУ
- 01.10.30—06.08.31 — начальник Владикавказского опер. сектора ГПУ
- 06.08.31—10.12.32 — начальник СПО ПП ОГПУ по Северо-Кавказскому краю
- 10.12.32—10.07.34 — начальник Чеченского обл. отд. ГПУ
- 15.07.34—08.36 — начальник УНКВД Чечено-Ингушской АССР
- 08.36—07.04.37 — заместитель начальника УНКВД Северо-Кавказского края
- 07.04.37—10.01.38 — начальник УНКВД Сталинградской обл.
- 10.01.38—12.11.38 — нарком внутренних дел Азербайджанской ССР. Этот период отмечен вхождением в состав особой тройки, созданной по приказу НКВД СССР от 30.07.1937 № 00447[3] и активным участием в сталинских репрессиях[4].
- Арестован 12 ноября 1938 года. Расстрелян по приговору ВКВС СССР 4 марта 1939 года. Не реабилитирован.

### Работа в партии
на партийной работе в Дагестане 1920—12.20

### Звания
- майор ГБ 25.12.35 ст. майор ГБ 10.04.37.

### Награды
- орден Красного Знамени 20.11.25
- орден Ленина 11.07.37
- медаль «XX лет РККА» 22.02.38
- знак «Почётный работник ВЧК—ГПУ (V)» № 471
- знак «Почётный работник ВЧК—ГПУ (XV)».